# Otto Elster

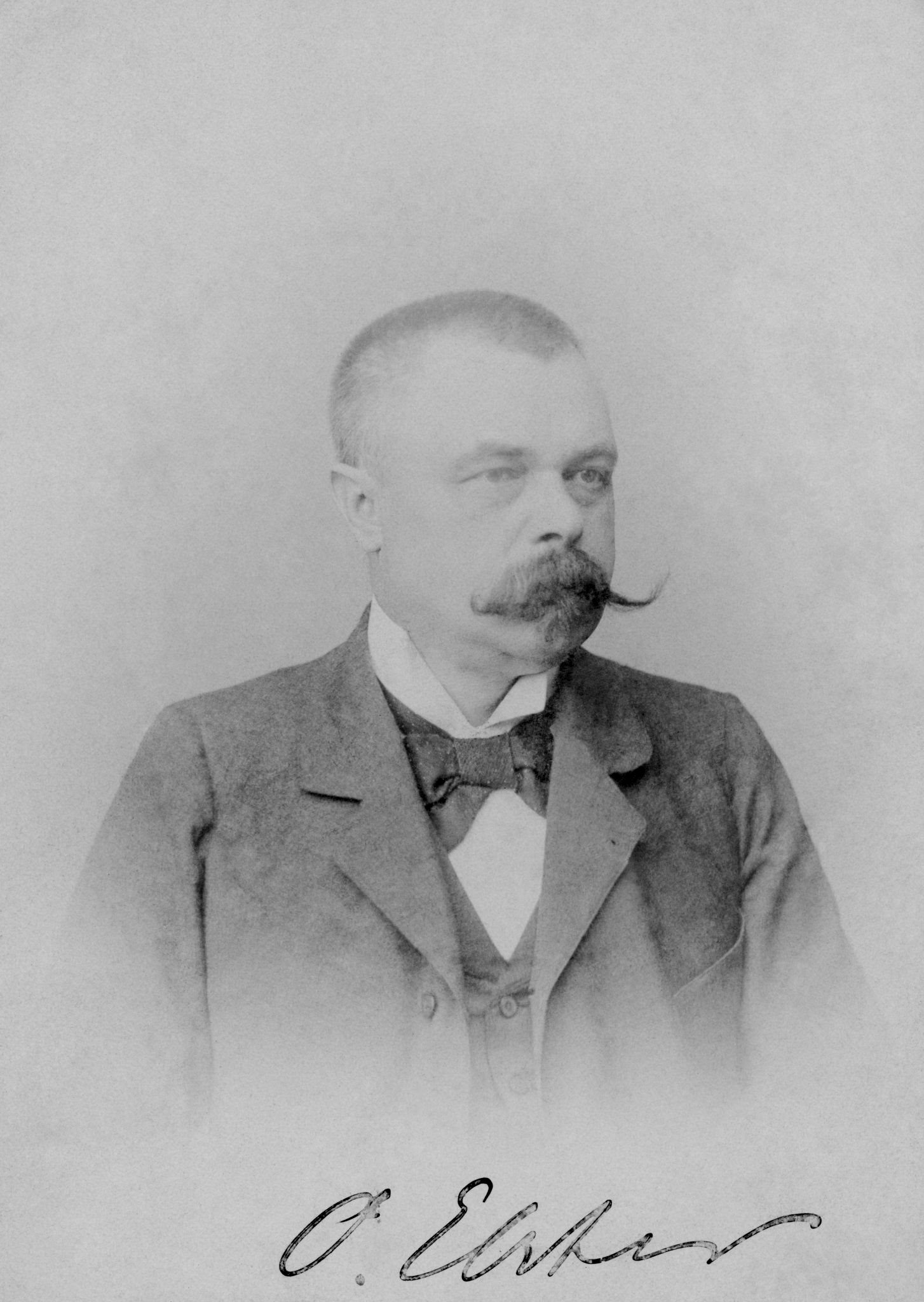
Otto Elster

Otto Wilhelm Philipp Elster (Pseudonym: Otto von Bruneck; * 11. November 1852 in Eschershausen; † 1. Dezember 1922 in Braunschweig, Pseudonyme Otto von Bruneck und Ludwig Hasse) war ein deutscher Journalist, Historiker, Schriftsteller und Politiker.

## Leben
Elster, Sohn des Eschershäuser Arztes Robert Elster und dessen Ehefrau Johanne, trat nach dem Abitur, das er 1872 in Wolfenbüttel ablegte, als Rekrut in das Herzoglich-Braunschweigische Infanterie-Regiment ein. Dort avancierte er zum letzten Adjutanten des von ihm verehrten Herzog Wilhelm. Schon als Soldat veröffentlichte er unter Pseudonym erste Werke. Um keinen Eid auf den preußischen König ablegen zu müssen, quittierte Elster, ein überzeugter Anhänger des Welfenhauses, nach dem Tod des Herzogs 1884 den Dienst als Premierleutnant. 1890 wirkte er mit bei der Gründung der welfischen Braunschweigischen Rechtspartei.
Er wurde Redakteur des Braunschweiger Tageblatts, des Kreuznacher Tageblatts und schließlich Chefredakteur des Kölner Tageblatts.
1889 ließ sich Elster als freier Schriftsteller in Berlin nieder. Aufgrund politischer Schwierigkeiten verließ er die Stadt von 1901 bis 1910 und arbeitete als Archivar der Prinzen Wilhelm zu Schaumburg-Lippe auf dessen Nachoder Schloss in Ostböhmen. In seinem letzten Lebensjahr kehrte er nach Braunschweig zurück.
Elster suchte die Begegnung mit dem von ihm verehrten und wie er in Eschershausen geborenen Schriftsteller Wilhelm Raabe und war wie dieser Mitglied der geselligen Künstlervereinigungen der „Kleiderseller“ und des „Feuchten Pinsels“. Zugleich nahm sich Elster Raabe zum Vorbild, ohne freilich in seinen damals weit verbreiteten weit über hundert Kriegserzählungen, leichten Gesellschafts- und Liebesromanen sowie Theaterstücken dessen literarische Qualität zu erreichen. Elsters Bücher spielen zum Teil in seiner Heimat oder der engeren Umgebung, so zum Beispiel Giganten und Zwerge in Holzminden, Der Klosterschüler von Corvey im gleichnamigen Kloster oder Die Husaren des Herrn von Riedesel, eine Erzählung aus dem Siebenjährigen Krieg, in Wickensen. Er schrieb über hundert Gesellschafts-, Kriegs- und Kriminalromane, Jugendbücher, Erzählungen und Theaterstücke. Besonders erfolgreich war das 1895 veröffentlichte pro-welfische Schauspiel "Unter dem Totenkopf".
Darüber hinaus wirkte Elster als Militärhistoriker. Als solcher veröffentlichte er unter anderem eine Darstellung der Piccolomini-Regimenter des Dreißigjährigen Krieges und eine Abhandlung über die Geschichte welfischer Truppenteile.
Nach Raabes Tod gab er von 1911 bis 1914 mit seinem Sohn Hanns-Martin einen „Wilhelm-Raabe-Kalender“ heraus.

## Werke

### Romane, Novellen und Erzählungen
- Die Erzählung des Veteranen, Erzählung in 19 Fortsetzungen, erschienen in der Braunschweigischen Landeszeitung, 1884 OCLC 838003639
- Am Biwakfeuer, Manöver- und Garnisongeschichten aus Elsaß-Lothringen, Laverenz, Berlin, um 1885 OCLC 837238256[Digitalisat 1]
- Wessen Schuld ?, Roman, Salo Schottländer, Breslau, 1886 OCLC 682284497[Digitalisat 2]
- Unter dem Pseudonym Otto von Bruneck: Fritz Ohlsen, Kaiser Wilhelms Unteroffizier, eine Erzählung aus 2 Kriegen (1864 und 1870–71) für die reifere Jugend, Voigtländer, Kreuznach und Leipzig, 1888 OCLC 250362655
- Walter Bernwards afrikanische Reiseabenteuer, Erzählung für die reifere Jugend, Voigtländer, Kreuznach, 1888 OCLC 890368069
- Der letzte Herzog von Brunstedt, Roman, Kölner Verlagsanstalt, 1889 OCLC 258659302
- Die Goldgräber von Angra Pequena, der reifern Jugend erzählt, F.A. Brockhaus, Leipzig, 1889 OCLC 33933550
- Unter dem Pseudonym Otto von Bruneck: Klaus Erichsen, Prinz Heinrichs Schiffsjunge, Voigtländer, Leipzig, 1890, 2. Auflage OCLC 256985031
- Der Pförtnerssohn von St. Veit, Roman, Verlag der Buchfreunde, Berlin, 1895 OCLC 257309972
- Eine Winterreise nach Helgoland, ein Hochzeitscarmen, Mutze, Leipzig, 1890 OCLC 258669131
- Eine Reichstagsrede, Roman, Elischer, Leipzig, 1891 OCLC 257310736
- Zur Galeere begnadigt und andere Kriegsgeschichten, Elischer, Leipzig, 1892 OCLC 250361892
- Ferida. Ein Roman aus Ostafrika. Breslau, 1892 OCLC 560185801
- Das Armenhaus von Dibbesdorf, Roman, Salo Schottländer, Breslau, 1892 OCLC 180576759
- Majana, Breslau, 1893 OCLC 166046278
- Kriegserinnerungen aus 1870/71, Soldatengeschichten, Liebel. Berlin, 1894 OCLC 837251666[Digitalisat 3]
- Venus Imperatrix, ein Roman aus dem Berliner Leben, Breslau, 1894 OCLC 731432243
- Der Sohn der Sterne, Roman, Salo Schottländer, Breslau, 1892 OCLC 258671120
- Auf dem Schlachtfelde des Lebens, Roman, Elischer, Leipzig, 1894 OCLC 258670623
- Verkannt, Roman, Bensheimer, Mannheim, 1894 OCLC 612442440
- Zwischen den Schlachten. H. Steinitz, Berlin, 1895 OCLC 166046280[Digitalisat 4]
- Frauenrecht, Roman, J. Bensheimer, Mannheim, 1895 OCLC 645663888
- Erloschene Sterne, Roman aus dem Harze, J. Bensheimer, Mannheim, 1896 OCLC 560185788
- Prinzessin Ilse, Roman, Salo Schottländer, Breslau, 1892 OCLC 166046277
- Giganten und Zwerge, Roman, Steinitz, Berlin, 1897 OCLC 1245349676[Digitalisat 5]
- Allerlei, Erzählungen, Schumann, Leipzig, 1897 OCLC 1231714933
- Werden und Vergehen, Roman aus Deutschlands jüngster Vergangenheit, Kölner Verlagsanstalt, 1897, zweite Auflage OCLC 258668842
- Unter St. Jürgens Schutz, Roman, Eckstein, Berlin, 1897 OCLC 731432251
- Im Banne der Freiheit, Roman, Kölner Verlagsanstalt, 1897 OCLC 258660855
- Die Welt in Waffen,  Roman, Kölner Verlagsanstalt, 1897 OCLC 258668862
- Moderne Märchen, Novelletten, Schumann, Leipzig, 1897 OCLC 258651092
- Im Banne der Rache, Roman, Bensheimer, Mannheim, 1897 OCLC 258659861
- Gräfin Lotte, Roman aus der Gesellschaft, Steinitz, Berlin, 1897 OCLC 258651411
- Ein Missverständnis, Erzählung aus dem Offiziersleben, Eckstein Nachf., Berlin, 1897 OCLC 250362033
- Hinaus in die Welt, Roman, Steinitz, Berlin, 1898 OCLC 258660010
- Der Stein der Weisen, Roman, Bensheimer, Mannheim, 1900 OCLC 257310474
- Vineta des Herzens, Roman, Bensheimer, Mannheim, 1900 OCLC 250014887
- Der Diamantstein, Roman, Bensheimer, Mannheim, 1901 OCLC 250013871
- Ein Opfer, Roman, Steinitz, Berlin, 1901 OCLC 250362060
- Pflicht und Neigung, Roman, Globus, Berlin, 1903 OCLC 252021860
- Maria Stuarts Kampf um Schottlands Krone. Historischer Roman, 1913
- Der Klosterschüler von Corvey
- Die Husaren des Herrn von Riedesel
- Die Lippoldshöhle
- Durch eigene Kraft

### Theaterstücke
- Manövertage, Lustspiel in vier Akten, Oswald Mutze, Leipzig, um 1885 OCLC 845935778
- Elfrieden's Geburtstag, Schwank in drei Akten, Krampe, Braunschweig, 1886 OCLC 258659311
- Wessen Schuld ?, Trauerspiel in fünf Akten, Mutze, Leipzig, 1888 OCLC 180576682
- Das Wachtgespenst, oder: Auf der Hauptwache. Schwank in einem Akt, Bloch Berlin, 1892 OCLC 41550022
- Unter dem Totenkopf, Schauspiel in vier Aufzügen, Rauert & Rocco, Braunschweig, 1895 OCLC 180576705
- Welfenstolz und Welfenliebe, Drama in fünf Akten, Herrmann, Braunschweig, 1896 OCLC 258669175
- Peninsula, vaterländisches Schauspiel, Herrmann, Braunschweig, 1896 OCLC 247776200
- Aus schwerer Zeit, vaterländisches Schauspiel in drei Aufzügen, Dessau, Braunschweig, 1900 OCLC 247756958
- Waterloo, vaterländisches Schauspiel in drei Aufzügen, Dessau, Braunschweig, 1900 OCLC 247394115
- Quertebras, Unter dem Todtenkopf 2. Teil, vaterländisches Drama in drei Akten, Meinburg, Braunschweig, 1901 OCLC 250014309

### Abhandlungen
- Nunquam retrorsum, ein Rückblick auf die Geschichte der Braunschweigischen Truppen, insbesondere des Herzogl. Braunschweigischen Infanterie-Regiments bei Gelegenheit des 75jährigen Bestehens des Füsilier- (Leib- ) Bataillons, Wagner, Braunschweig, 1884 OCLC 753904400
- Denkmäler, Denksteine und Erinnerungszeichen an die Herzöge von Braunschweig-Wolfenbüttel, Wagner, Braunschweig, 1884 OCLC 845430685[Digitalisat 6]
- Bilder aus der Kulturgeschichte des deutschen Heeres, Elischer, Leipzig, 1892 OCLC 250362325
- Die historische Schwarze Tracht der Braunschweigischen Truppen, Zuckschwerdt, Leipzig, 189 OCLC 366662956
- Die Welfen in der deutschen Geschichte, Herrmann, Braunschweig, 1896 OCLC 258669196
- Auf dem Felde der Ehre : zur Erinnerung an 1870-71, Herrmann, Braunschweig, 1896 OCLC 247757371
- Geschichte der stehenden Truppen im Herzogthum Braunschweig-Wolfenbüttel, Band 1 von 1600–1714, Heinsius, Leipzig, 1899 OCLC 836869131[Digitalisat 7]
- Geschichte der stehenden Truppen im Herzogtum Braunschweig-Wolfenbüttel, Band 2 von 1714–1806, Heinsius, Leipzig, 1901 OCLC 250014887[Digitalisat 8]
- Bathildis Amalgunde, Prinzessin Wilhelm zu Schaumburg-Lippe, geb. Prinzessin von Anhalt, Herzogin zu Sachsen, Engern und Westphalen; ein Lebensbild. Neugebauer, Prag, 1902 OCLC 80606504
- Die Piccolomini-Regimenter während des 30-jährigen Krieges besonders das Kürassier-Regiment Alt-Piccolomini, Stammtruppe des k. u. k. Dragoner-Regiments Nr. 6, Prinz Albrecht von Preußen. Nach den Akten des Archivs zu Schloß Nachod von O. Elster. Wien: Seidel, 1903.

## Digitalisate
1. ↑  Am Biwakfeuer als Digitalisat der TU Braunschweig
2. ↑  Wessen Schuld ? als Digitalisat bei Hathi Trust
3. ↑  Kriegserinnerungen aus 1870/71 als Digitalisat der TU Braunschweig
4. ↑  Zwischen den Schlachten Digitalisat im Internet Archive
5. ↑  Giganten und Zwerge  als Digitalisat der Universität Göttingen
6. ↑  Denkmäler, Denksteine und Erinnerungszeichen an die Herzöge von Braunschweig-Wolfenbüttel als Digitalisat der TU Braunschweig
7. ↑  Geschichte der stehenden Truppen im Herzogthum Braunschweig-Wolfenbüttel, Band 1 von 1600 - 1714  als Digitalisat der TU Braunschweig
8. ↑  Geschichte der stehenden Truppen im Herzogtum Braunschweig-Wolfenbüttel, Band 2 von 1714–1806 als Digitalisat der TU Braunschweig

| Personendaten    | Personendaten                    |
| ---------------- | -------------------------------- |
| NAME             | Elster, Otto                     |
| ALTERNATIVNAMEN  | Hasse, Ludwig; von Bruneck, Otto |
| KURZBESCHREIBUNG | deutscher Schriftsteller         |
| GEBURTSDATUM     | 11. November 1852                |
| GEBURTSORT       | Eschershausen                    |
| STERBEDATUM      | 1. Dezember 1922                 |
| STERBEORT        | Braunschweig                     |